# Edward Emerson Barnard
Edward Emerson Barnard /b ɑːr n ər d / (Nashville, 1857. december 16. – Williams Bay, Walworth megye, 1923. február 6.) amerikai csillagász. Leginkább a tiszteletére róla elnevezett Barnard-csillag - a Földről nézve a legnagyobb saját mozgással rendelkező csillag - 1916-os felfedezéséről ismert.

## Általa felfedezett üstökösök
1881 és 1892 között 15 üstököst fedezett fel (amelyek közül három periodikusan visszatérő volt), valamint segédkezett további kettő felfedezésében:
- A C / 1881 nem jelentette be
- C / 1881 S1
- C / 1882 R2
- D / 1884 O1 (Barnard 1)
- C / 1885 N1
- C / 1885 X2
- C / 1886 T1 Barnard-Hartwig
- C / 1887 B3
- C / 1887 D1
- C / 1887 J1
- C / 1888 U1
- C / 1888 R1
- C / 1889 G1
- 177P / Barnard (P / 1889 M1, P / 2006 M3, Barnard 2)
- C / 1891 F1 Barnard-Denning
- C / 1891 T1
- D / 1892 T1 (Barnard 3) - Az első üstökös, amelyet fényképezéssel fedeztek fel; 206P / Barnard-Boattini néven tért vissza 2008 végén

## Kitüntetések

### Díjak
- Az Amerikai Művészeti és Tudományos Akadémia munkatársa (1892)[9]
- Lalande-díj (1892)
- Királyi Csillagászati Társaság Aranyérme (1897)
- Prix Jules Janssen, a Société astronomique de France, a francia csillagászati társaság legmagasabb díja (1906)
- Bruce-érem (1917)

### Róla elnevezve
- Barnard (holdkráter)
- Barnard (kráter a Marson)[10]
- Barnard Regio a Ganymedesen
- 819 Barnardiana aszteroida
- NGC 6822 Barnard galaxisa
- Barnard-hurka
- Barnard-csillag
- Barnard Hall, a Vanderbilt Egyetem rezidenciaterme
- Barnard Csillagászati Társaság, Chattanooga csillagászati klubja
- Barnard-hegy

## További irodalom
- Sheehan, William. The Immortal Fire Within: The Life and Work of Edward Emerson Barnard. Cambridge: Cambridge University Press (1995)

## Kapcsolódó szócikk
- Barnard 33. (Lófej-köd)

## Fordítás
- Ez a szócikk részben vagy egészben  az   Edward Emerson Barnard című angol Wikipédia-szócikk ezen változatának fordításán alapul.  Az eredeti cikk szerkesztőit annak laptörténete sorolja fel. Ez a jelzés csupán a megfogalmazás eredetét és a szerzői jogokat jelzi, nem szolgál a cikkben szereplő információk forrásmegjelöléseként.